# Jieznas
Jieznas ist eine Stadt mit 1300 Einwohnern in der Rajongemeinde Prienai, 15 Kilometer östlich von Prienai, Litauen. Der Ort ist das Zentrum des Amtsbezirks Jieznas (gegr. 1995), der drei Unterbezirke (seniūnaitija) hat: Centro, Mokyklos, Vilniaus. Südlich des Ortes liegt der Jieznas-See, in der Nähe des Ortes fließt die Jieznelė. Es gibt ein 1793 gegründetes Gymnasium mit 448 Schülern, eine Post und einen Soldatenfriedhof.

## Sehenswürdigkeiten
- Katholische Kirche des Erzengels Michael und Johannes des Täufers, erbaut 1670
- Gutshof Jieznas: von dem 1775 errichteten Herrenhauskomplex der Adelsfamilie Pac, der unter anderem Ludwik Michał Pac gehörte und 1837 niederbrannte, ist ein Nebengebäude erhalten
- Kapelle des Kreuzes auf dem Alten Friedhof von Jieznas, erbaut um 1770

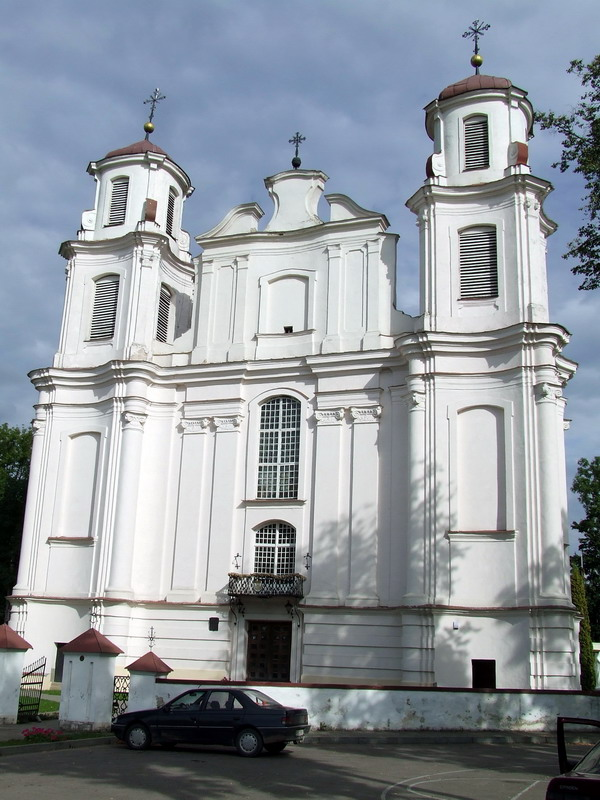
Kirche des Erzengels Michael und Johannes des Täufers
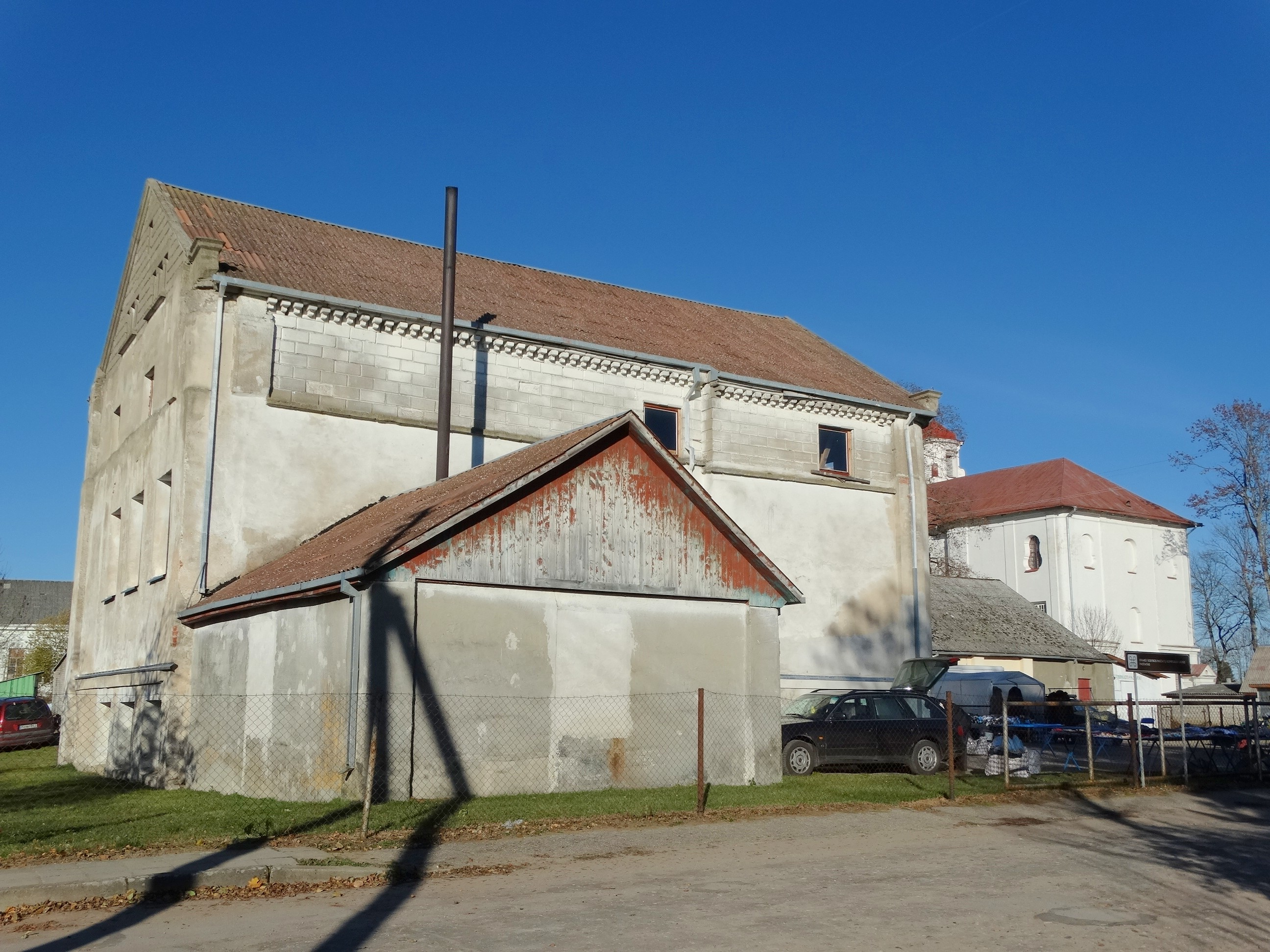
Gebäude des Gutshofs
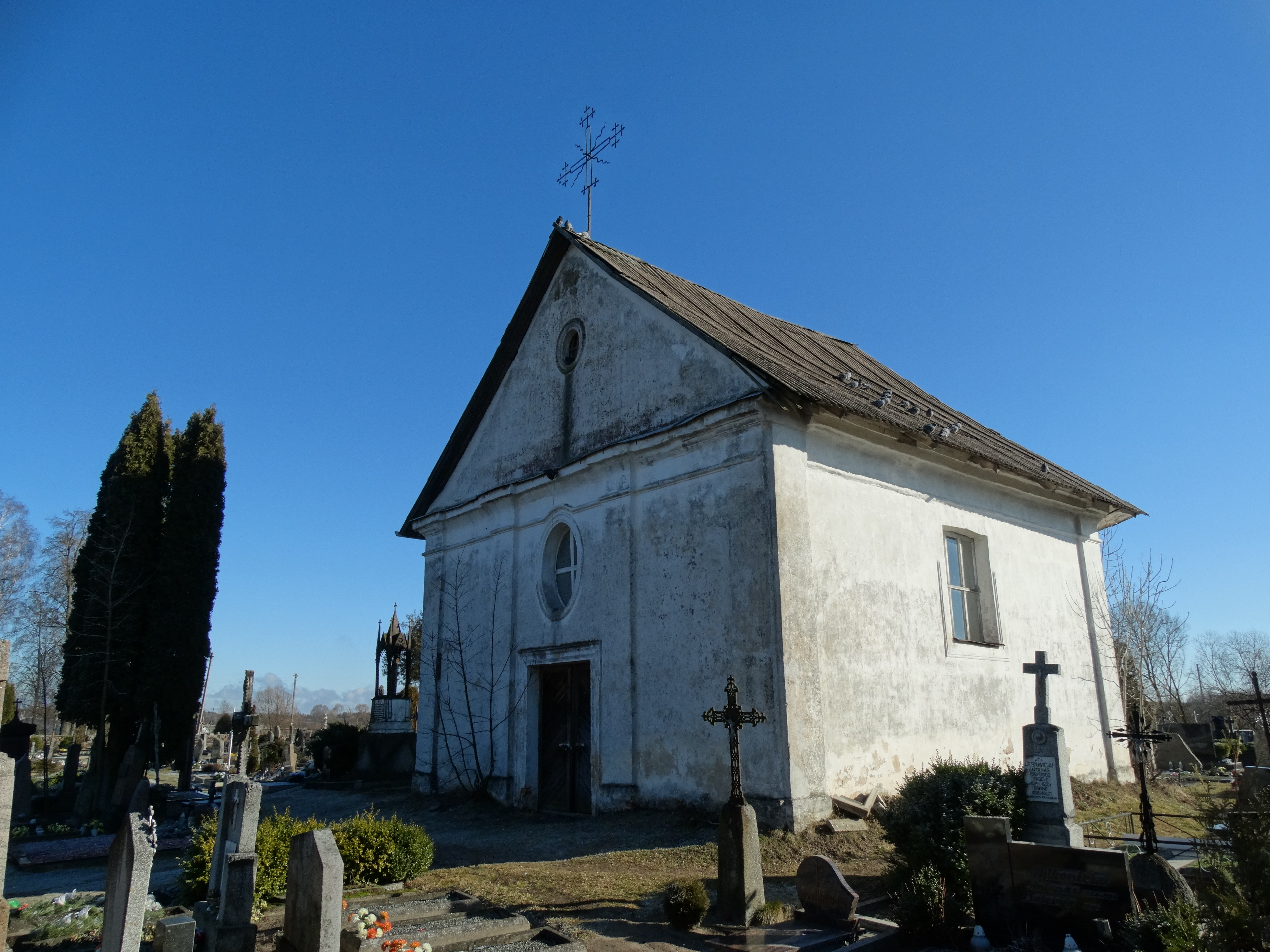
Friedhofskapelle

## Personen
- Jonas Asevičius-Acukas (1885–1976), Soldat
- Algirdas Bagušinskas (* 1958 in Gripiškės bei Jieznas), litauischer Politiker
- Angelė Bajorienė  (* 1961 in Sabuva, Amtsbezirk Jieznas), litauische Politikerin
- Vytautas Bernatonis (* 1940 in Šiliniai, Bezirk Jieznas), litauischer Ingenieur und Politiker
- Egidijus Bičkauskas (* 1955), Jurist und Politiker, Mitglied des Seimas, Parlamentsvizepräsident
- Vincas Grigaliūnas-Glovackis (1885–1964), Soldat
- Juozas Jaruševičius (* 1950), Forstmann, Politiker
- Ramutis Karmalavičius (* 1952), Literaturwissenschaftler
- Domicelė Mikalauskaitė (* 1923 in Sobuva bei Jieznas; † 2020), litauische Physiologin und Biochemikerin
- Pac, Adelsgeschlecht
- Nikodemas Silvanavičius (1834–1919), Maler